# Atempa (Guerrero)
Atempa es una localidad del estado mexicano de Guerrero. Es parte del municipio de Chilapa de Álvarez.

## Toponimia
El nombre «Atempa» proviene de los términos en náhuatl: atl, agua o río; tentli, borde; pan, encima. Su significado es «sobre la ribera».

## Demografía
| Gráfica de evolución demográfica |
|                                  |

| Censo | Población |
| ----- | --------- |
| 1900  | 102       |
| 1910  | 361       |
| 1921  | 406       |
| 1930  | 373       |
| 1940  | 307       |
| 1950  | 602       |
| 1960  | 745       |
| 1970  | 933       |
| 1980  | 1 211     |
| 1990  | 1 028     |
| 2000  | 970       |
| 2010  | 1 083     |
| 2020  | 1 160     |